# Cohabitation
Cohabitation (französisch: „Zusammenleben“), eingedeutscht „Kohabitation“, bezeichnet eine in semipräsidentiellen Regierungssystemen vorkommende Situation, bei der Staatspräsident und die stärkste Fraktion im Parlament zwei entgegengesetzten politischen Lagern angehören und dem Präsidenten damit keine eigene Mehrheit im Parlament zur Verfügung steht. Das Staatsoberhaupt ist in Phasen der Cohabitation in seinen Kompetenzen stark eingeschränkt und auf eine enge Zusammenarbeit mit der Regierung und der sie tragenden Parlamentsmehrheit angewiesen.
Der Begriff wird vor allem auf das politische System Frankreichs der Fünften Republik bezogen, ist aber zentrales Merkmal aller semipräsidentiellen Regierungssysteme.

## Cohabitationen in Frankreich
In der Fünften Französischen Republik gab es bisher drei solcher Phasen:
- 1986 bis 1988 mit Staatspräsident François Mitterrand von den Sozialisten (Parti socialiste) und Premierminister Jacques Chirac von der konservativen Partei Rassemblement pour la République (RPR).
- 1993 bis 1995 mit François Mitterrand und dem bürgerlichen Édouard Balladur als Premierminister.
- 1997 bis 2002 mit Jacques Chirac als Staatspräsident und dem Sozialisten Lionel Jospin als Premierminister.

Nicht als Cohabitation bezeichnet man die Amtszeit von Präsident Valéry Giscard d’Estaing, obgleich seine beiden Premierminister nicht seiner liberalen UDF angehörten: Chirac war Konservativer, Raymond Barre parteilos.
Mehrfach wurde eine Cohabitation durch die Auflösung der Nationalversammlung und anschließende Neuwahlen verhindert. So beispielsweise nach der Wahl François Mitterrands zum Staatspräsidenten 1981 und bei dessen Wiederwahl 1988.
Seit der Verkürzung des Mandats des Staatspräsidenten von sieben auf fünf Jahre fallen die französischen Präsidentschafts- und Parlamentswahlen in das gleiche Jahr. Hintergrund dieser Verfassungsänderung, welche am 24. September 2000 durch ein Referendum von der Bevölkerung angenommen wurde, war unter anderem, zukünftige Cohabitationen zu verhindern. 
Allerdings könnte es im Falle einer vorzeitigen Parlamentsauflösung oder einer vorzeitigen Präsidentschaftswahl wieder zu einem Auseinanderfallen der Amtszeiten und dann wahrscheinlicher zu einer Cohabitation kommen.

## Situation in anderen Regierungssystemen
In präsidentiellen Regierungssystemen kann die Situation, dass Präsident und Mehrheitsfraktion im Parlament unterschiedlichen Lagern angehören, ebenfalls auftreten. Dies ist insbesondere im politischen System der Vereinigten Staaten ein häufiger Fall und heißt dort Divided government.
Im parlamentarischen Regierungssystem, in dem die Regierung aus der Parlamentsmehrheit hervorgeht, ist eine der Cohabitation vergleichbare Situation prinzipiell ausgeschlossen. In Zweikammersystemen kann es vorkommen, dass im Oberhaus andere Mehrheitsverhältnisse als im Unterhaus herrschen. Das politische System Japans kennt dafür den Begriff des Nejire Kokkai („verdrehtes Parlament“).